# Băița de sub Codru
Băița de sub Codru is een Roemeense gemeente in het district Maramureș.
Băița de sub Codru telt 1852 inwoners.